# Верлан Юхим Макарович
Юхим Макарович Верлан (1907, село Кочієри, тепер Дубесарського району, Молдова — ?) — молдавський радянський діяч, голова Верховного суду Молдавської РСР. Член ЦК КП(б) Молдавії в 1941—1949 роках. Депутат Верховної Ради Молдавської РСР 1-го скликання.

## Біографія
Народився в бідній селянській родині. Трудову діяльність розпочав у 1917 році наймитом. Потім працював муляром, теслярем, столяром.
З 1929 до 1931 року служив у Червоній армії.
Член ВКП(б) з 1931 року.
Після демобілізації два роки навчався в Тираспольському будівельному технікумі.
За скеруванням Дубоссарського районного комітету КП(б)У в 1934 році працював головою колгоспу «Красная Бессарабия» села Кучієри (Кочієри).
У 1934—1937 роках — студент Молдавської вищої комуністичної сільськогосподарської школи (комвузу) в Тирасполі, навчання не закінчив.
З 1937 року — член Верховного суду Молдавської АРСР.
14 жовтня 1940 — жовтень 1945 року — голова Верховного суду Молдавської РСР.
Із початку німецько-радянської війни перебував в евакуації. Потім служив заступником політрука та політруком (політичним керівником) роти 165-ї окремої стрілецької бригади 18-ї армії Північно-Кавказького фронту, до 1943 року працював начальником відділу військового будівництва Народного комісаріату оборони СРСР в місті Хасав-Юрт.
У вересні 1943 року відкликаний із військової служби, повернувся до роботи у Верховному суді Молдавської РСР. У жовтні 1945 року знятий з посади «як такий, що скомпрометував себе та не забезпечив керівництва».
Подальша доля невідома.

## Звання
- старший лейтенант

## Нагороди
- орден Червоної Зірки (21.02.1945)
- орден «Знак Пошани» (26.03.1945)
- медаль «За оборону Кавказу» (1945)
- медалі